# ビッグフロー&オリー
ビッグフロー&オリー（Bigflo & Oli）は、フランスのヒップホップ・ユニット。トゥールーズで2009年に結成された。フロリアン兄弟とオリビオ・オルドネス兄弟で構成されている。デュオは2015年に最初のアルバム La Cour des grands をリリース。リリース後4か月のうちにゴールドが認定され、フランスではプラチナディスクが認定された。彼らは、これらの賞をうけた最年少のフランスのラッパーである 。 

## キャリア

### フィルモグラフィー
- 2018   ： Alad'2   ：闇市場の商人（ カメオ ）

### ディスコグラフィー
- 2014   ： The Trac （EP）
- 2015   ： The Great Court （ 2016年に再発行[5] ）
- 2017   ： Real Life （同年末のデラックス版）
- 2018   ： ドリームライフ

## 栄誉
- 2016 W9 Talent Awards   ：ファイナリスト[6]
- NRJミュージックアワード2017   ：ベストデュオ/フランコフォンバンドオブザイヤー[7]
- グランプリサセム2017   ： Je suisの年間最優秀ソングロルフマーボット賞[8]
- 音楽の勝利2018   ： オリジナルソングオブザイヤーオブ ダメージ [9] ; La Vie Vieの アーバンミュージックアルバムのノミネート
- NRJ音楽賞2018   ：2018年のベストデュオ/フランス語圏グループ[10] ; 明日のクリップ
- MTV Europe Music Award 2018   ：最優秀フランス人アーティスト[11]
- アフィシアアワード2018   ：フランス語圏グループ/年間最優秀デュオ[12]
- 音楽の勝利2019   ： La Vie derêve の男性パフォーマーの勝利と アーバンミュージックアルバムのVictoire